# 학의천
학의천(鶴儀川)은 대한민국 의왕시 백운산의 백운호수에서 발원하여 안양천에 유입되는, 안양천의 지류이자 안양시와 의왕시의 지방하천이다. 길이는 2.21km이며 전 구간에 걸쳐 산책로가 조성되어 있다

## 같이 보기
- 대한민국의 지리